# Jacobus Henricus van 't Hoff
Jacobus Henricus van 't Hoff (født 30. august 1852, død 1. marts 1911) var en hollandsk fysisk- og organisk kemiker og den første modtager af Nobelprisen i kemi i 1901. Han er bedst kendt for sin opdagelse af reaktionskinetik, kemisk ligevægt, osmotisk tryk og stereokemi. Hans arbejde og opdagelser inden for disse felter var med til at grundlægge disciplinen fysisk kemi som den kendes i dag.

Han døde 1. marts 1911 af tuberkulose som 58-årig.